# Malé Svatoňovice
Malé Svatoňovice é uma comuna checa localizada na região de Hradec Králové, distrito de Trutnov‎.